# Букура, Алтамура Элени
Элени Букура-Алтамура (греч. Ελένη Μπούκουρα-Αλταμούρα; 1821, Спеце — 19 марта 1900, Спеце) — греческая художница 2-й половины XIX века. Упоминается также как первая профессиональная художница современной Греции и феминистка. Элени Букура-Алтамура является прототипом литературного персонажа в романе «Элени или Никто́» греческой писательницы Реи Галанаки и театральной трилогии Молния в лесу — Открытое пространство — Элени Алтамура греческого драматурга Костаса Асимакопулоса.

## Биография
Элени Букура родилась на острове Спеце в 1821 году. В этом году началась Освободительная война Греции и Спеце, наряду с островами Идра и Псара, стал одним из трёх оплотов революционного греческого флота. Её отец, Яннис Букурас, был капитаном и участником войны, но после воссоздания греческого государства стал первым театральным меценатом Афин. Склонность к живописи проявилась у Элени с детства и отец, признавая её талант, нанял ей домашним учителем преподавателя Школы искусств, итальянца Raffaello Ceccoli. С рекомендательным письмом Чекколи, Элени отправилась в 1848 году на учёбу в Италию.

## Италия

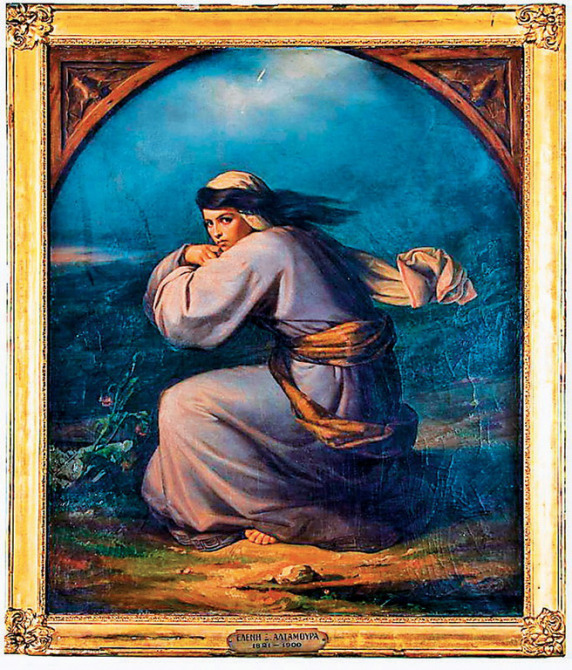
«Отчаяние»

В Италии Элени училась живописи в Неаполе и Риме. Есть утверждения, что поскольку в итальянских академиях женщины не допускались к учёбе, Элени училась переодетая в юношу, чему способствовала её мальчишечья фигура. Элени влюбилась и сожительствовала с итальянским художником и революционером Franceso Saverio Altamura (1822—1897), от которого, вне брака, родила трёх детей: Иоанниса, Софию и Александроса. Чтобы узаконить свои отношения с Алтамура, Элени приняла католическую веру и вышла за него замуж. Но в 1857 году супруг оставил её и уехал с новой любовницей, английской художницей Jaine Benhman Hay, забрав с собой при этом младшего сына, Александроса.

## Греция

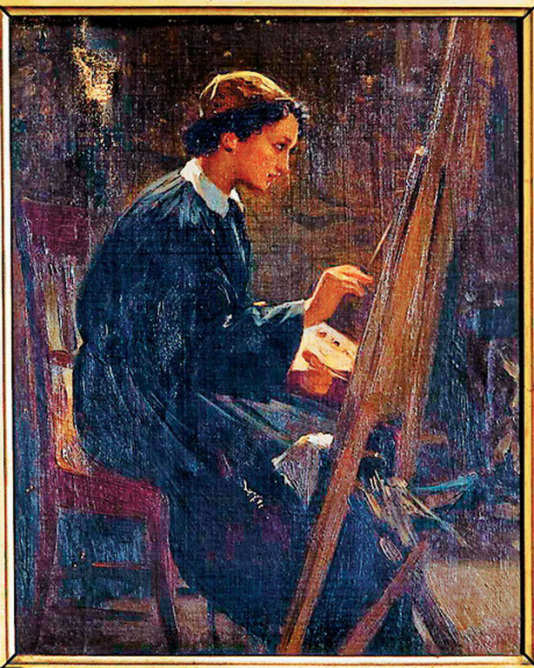
Автопортрет Элени Букура-Алтамура, одетой монашенкой.

Элени Букура-Алтамура вернулась в Грецию с сыном Иоаннисом и дочерью Софией. Пытаясь обеспечить семью, давала уроки живописи барышням Афин. В 1872 году дочь заболела туберкулёзом. Чтобы обеспечить дочери более здоровые условия жизни, Элени была вынуждена переселиться на свой родной остров, в дом своего брата. София умерла в конце 1872 года в возрасте 18 лет. После смерти своей дочери Элени вернулась в Афины.
В 1876 году её сын и восходящая звезда греческой живописи Алтамурас, Иоаннис завершил свою учёбу в Копенгагене и вернулся в Афины. Но радость матери была недолгой. Вскоре Иоаннис был также поражён туберкулёзом и умер в мае 1878 года. Смерть детей вызвала нервный срыв и привела к сумасшествию. В возрасте 60 лет Элени вернулась на Спеце, где сожгла почти все свои работы. Элени умерла на своём острове, забытая почти всеми, в 1900 году. Была погребена на кладбище Святой Анны в Спеце. Позже, её останки, также как останки Софии и Иоанниса, были перезахоронены их потомками на Первом афинском кладбище у могил других членов семьи Букураса-Алтамураса.
В 2011 году греческая кинорежиссёр Клеони Флесса сняла документальный фильм о жизни Элени Букура-Алтамура.